# 간사이 문화학술연구도시

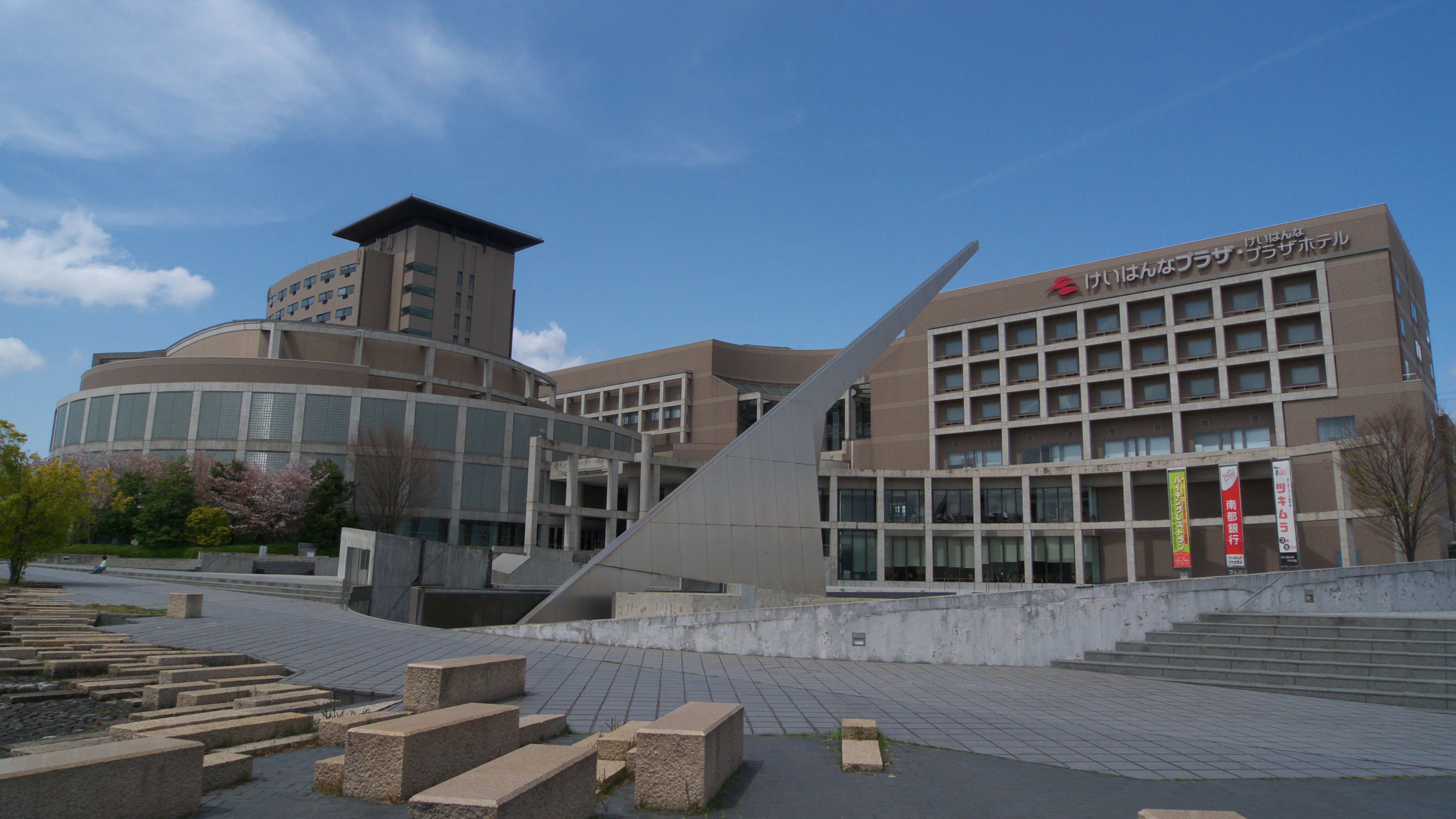

간사이 문화학술연구도시(관서문화학술연구도시, 일본어: 関西文化学術研究都市, 영어: Kansai Science City)는 창조적인 학술 연구의 진흥을 갖고 새 산업, 새 문화등의 발전거점의 중심이 되는 것을 목적으로, 일본의 오사카부, 교토부, 나라현에 걸친 게이한나구릉에 건설된 광역 도시의 호칭이다. 애칭은 게이한나 학연(학술연구의 줄임말)도시(けいはんな学研都市, 게이한나이라 약칭)이라고 한다. 또한 단순히 가쯔켄 토시(학연도시)라고 호칭되기도 한다. 또한 도시내에 있는 세이카, 니시키즈 지구는 일본 도시 경관 100선에 선정되었다.
이하, 본항목에서는 약칭으로 "학연도시"(学研都市)라고 표기한다.

## 발족과 경위
학연도시 건설의 계기는 교토 대학 명예 교수인 오쿠다 아즈마가 중심이 된 "간사이 학술 연구 도시 조사 간담회" (통칭 오쿠다 간담회)의 제안에 의한 것이 컸다. 오쿠다는 제안 이유를 "로마 클럽의 연구 보고 『 성장의 한계 ― 로마 클럽, 인류의 위기 보고서 』을 읽고 그 내용에 깊은 충격을 받았기 때문"이라고 말했다.
오쿠다 간담회에 참여했던, 당시 국립 민족학 박물관장 우메사오 다다오는 "학술 연구 도시"의 구상이 이공계 연구만을 중시하는 방향에 치중하는 것을 우려하여, 문화 개발의 중요성을 지적했다 ("새 교토 국민 문화 도시 구상"). 우메사오의 이 제안을 계기로 "학술 연구 도시"에 "문화"의 말이 겹치면서 "문화 학술 연구 도시"라고 불리게 되었다.
국토 교통성은 학연도시 건설의 이념을 "경제계, 관료계, 학술계의 연계강화와 문화 학술 연구의 국제적, 학제적, 기업적인 교류 추진"으로 하고 있다. 학연도시에 기초 연구 등의 중심 지역으로, 문화 학술 연구 지구(문화 학술 연구 지역)이 설정되어 있으며, 개발이 진행되고 있다. 문화 학술 연구 지구 이외 지역은 주변 지구라고 부른다. 학연도시에는 1994년에 "도시 비라키"가 열렸다.

## 연혁
- 1978년 9월 : "간사이 학술연구도시조사간담회"가 발족되었다. 간담회의 장은 오쿠다 아즈마 교토 대학 명예교수.
- 1978년 11월 : 학연도시의 정비에 대한 내용을 담은 "근기권 기본정비계획 (제3차 계획)"이 결정되었다.
- 1979년 4월 : 국토청(현 국토교통성)이 게이한나 구릉의 학술 연구 도시의 기본 구상 때문에 조사를 개시.
- 1990년 9월 : "하이터치 리서치 파크"를 개설.

## 지리
오사카부, 교토부. 나라현의 3부현, 8시정에 걸친 구릉 지대에 위치하고 있다. 세이카정은 전역이 학연도시의 구역에 포함되어 있다. 총 면적은 약 15,000 헥타르로, 그 중 문화 학술 연구 지구는 약 3,600 헥타르이다. 계획 인구는 약 41만명.

## 같이 보기
- 한신 공업지대